# سامو مارتینز
سامو مارتینز (انگلیسی: Samu Martínez؛ زادهٔ ۱۵ آوریل ۱۹۹۴) بازیکن فوتبال اهل اسپانیا است.
از باشگاه‌هایی که در آن بازی کرده‌است می‌توان به باشگاه فوتبال الچه اشاره کرد.